# 7/27 (album)
 (février 2025).
La mise en forme du texte ne suit pas les recommandations de Wikipédia : il faut le « wikifier ».
Les points d'amélioration suivants sont les cas les plus fréquents. Le détail des points à revoir est peut-être précisé sur la page de discussion.
- Les titres sont pré-formatés par le logiciel. Ils ne sont ni en capitales, ni en gras.
- Le texte ne doit pas être écrit en capitales (les noms de famille non plus), ni en gras, ni en italique, ni en « petit »…
- Le gras n'est utilisé que pour surligner le titre de l'article dans l'introduction, une seule fois.
- L'italique est rarement utilisé : mots en langue étrangère, titres d'œuvres, noms de bateaux, etc.
- Les citations ne sont pas en italique mais en corps de texte normal. Elles sont entourées par des guillemets français : « et ».
- Les listes à puces sont à éviter, des paragraphes rédigés étant largement préférés. Les tableaux sont à réserver à la présentation de données structurées (résultats, etc.).
- Les appels de note de bas de page (petits chiffres en exposant, introduits par l'outil «  Source ») sont à placer entre la fin de phrase et le point final[comme ça].
- Les liens internes (vers d'autres articles de Wikipédia) sont à choisir avec parcimonie. Créez des liens vers des articles approfondissant le sujet. Les termes génériques sans rapport avec le sujet sont à éviter, ainsi que les répétitions de liens vers un même terme.
- Les liens externes sont à placer uniquement dans une section « Liens externes », à la fin de l'article. Ces liens sont à choisir avec parcimonie suivant les règles définies. Si un lien sert de source à l'article, son insertion dans le texte est à faire par les notes de bas de page.
- La présentation des références doit suivre les conventions bibliographiques. Il est recommandé d'utiliser les modèles {{Ouvrage}}, {{Chapitre}}, {{Article}}, {{Lien web}} et/ou {{Bibliographie}}. Le mode d'édition visuel peut mettre en forme automatiquement les références.
- Insérer une infobox (cadre d'informations à droite) n'est pas obligatoire pour parachever la mise en page.

Pour une aide détaillée, merci de consulter Aide:Wikification.
Si vous pensez que ces points ont été résolus, vous pouvez retirer ce bandeau et améliorer la mise en forme d'un autre article.
 (juin 2016).
Si vous disposez d'ouvrages ou d'articles de référence ou si vous connaissez des sites web de qualité traitant du thème abordé ici, merci de compléter l'article en donnant les références utiles à sa vérifiabilité et en les liant à la section « Notes et références ».
Albums de Fifth Harmony
Reflection
(2015)
Singles
1. Work from Home
Sortie : 26 février 2016
2. All in My Head (Flex)
Sortie : 31 mai 2016
3. That's My Girl
Sortie : 27 septembre 2016

7/27 est le deuxième album du girl group américain Fifth Harmony. Il a été publié le 27 mai 2016 par Syco Music et Epic Records. L'album est le suivi de leur premier album Reflection. Lyriquement, l'album traite des thèmes de l'autonomisation féminine et de l'amour. Il présente les apparitions des rappeurs américains Ty Dolla Sign et Fetty Wap, et de la chanteuse de hip hop Missy Elliott avec des collaborations de plusieurs producteurs remarquables tels que DJ Snake, Jack Antonoff, Suga et Jungkook des BTS, Kygo, Tchami et le duo norvégien Stargate. 7/27 est principalement un album pop, tropical house et R&B avec des éléments de reggae, de funk, de musique électronique, de hip hop et de trap. Contrairement aux genres explorés dans Reflection, les chansons de l'album s'inspirent de nouveaux genres tels que le tropical house. C'est le dernier album du groupe avec la membre Camila Cabello, qui est parti en décembre 2016 pour poursuivre une carrière solo.
Sur le plan commercial, l'album a débuté au quatrième rang dans le Billboard 200, devenant l'album le plus haut placé du groupe dans le pays, avec 74 000 unités d'album équivalentes (49 000 en ventes d'album pur). L'album a valu au groupe leur première entrée dans le top dix au Royaume-Uni, atteignant le sixième rang et une entrée dans le top cinq au Canada, ou il a culminé au troisième rang. Ailleurs, il a culminé dans le top dix de treize autres pays, atteignant le numéro un en Espagne et au Brésil. Depuis son lancement, l'album a accumulé 1,6 million d'unités d'album équivalentes, avec des flux et des téléchargements numériques inclus, selon Adam Leber, de l'équipe de direction du groupe, Maverick, qui a parlé dans une interview avec Billboard. Pour promouvoir davantage l'album, le groupe a entrepris sa deuxième tournée en tête d'affiche, Le 7/27 Tour, visitant les pays d'Amérique du Nord, d'Amérique du Sud, d'Europe et d'Asie. 7/27 a reçu des critiques généralement positives par les critiques de musique contemporaine et a été classé parmi les meilleurs albums pop de 2016 par Rolling Stone.
Le single principal de l'album, "Work from Home", sorti le 26 février 2016, a atteint le quatrième rang dans le Billboard Hot 100, devenant leur single le plus haut placé aux États-Unis et la première entrée dans le top cinq par un girl group depuis une décennie, depuis "Buttons" des Pussycat Dolls, qui s'est placé au numéro trois. Depuis sa sortie, la chanson a figuré dans le top dix de vingt-deux autres pays. Le deuxième single, "All in My Head (Flex)" avec Fetty Wap, a été publié le 31 mai 2016 et a été classé dans le top quarante du Billboard Hot 100 et dans huit autres pays, ce qui a valu au groupe leur quatrième entrée dans le top 40 aux États-Unis. Deux singles promotionnels ont été engendrés : "The Life" et "Write on Me" avant la sortie de l'album. Le troisième single de l'album, "That's My Girl", a été envoyé à la radio le 27 septembre 2016. L'album 7/27 a été certifié or par le Recording Industry Association of America pour la vente combinée, le téléchargement, et le suivi d'unités équivalentes de 500,000.

## Contexte et production
Dans une interview accordée à Billboard le 21 septembre, Cabello a déclaré : "Nous allons commencer à enregistrer notre nouvel album après-demain". Le mois suivant, Jauregui a également parlé avec le magazine disant que Max Martin était "fortement impliqué" dans la production du deuxième album complet du groupe. Sur une autre interview, Dinah Jane a déclaré à Spin que Martin avait produit six chansons pour leur album depuis l'interview précédente. Harmony Samuels, qui a précédemment travaillé sur la chanson du film Hôtel Transylvanie, "I'm In Love with a Monster", a déclaré à Entertainment Scoop qu'il "travaille actuellement sur un nouveau projet avec eux".
Le titre et la couverture de l'album ont été dévoilés le 25 février, sur la page Instagram officielle du groupe, avec la légende suivante : "Nous savons qu'il y a eu beaucoup de discussions, mais nous voulions que vous entendiez cela... Le nouvel album 7/27 arrive le 20 mai". Le titre de l'album fait référence au 27 juillet 2012, date à laquelle le groupe a été formé dans The X Factor. Il a été annoncé que le groupe reporterait la date de sortie de l'album d'une semaine du 20 mai au 27 mai. Le lendemain, le site de la plate-forme de musique numérique, iTunes a mis à jour la liste des chansons avec deux chansons sous l'étiquette explicite, ce qui a permis à la première version de cet album à contenir des paroles explicites. Le groupe a déclaré qu'ils ont déplacé l'album au 27 mai "pour s'inspirer du thème 27", mais bien qu'il soit répandu que l'album "Dangerous Woman"  d'Ariana grande sortie le 20 mai pourrait avoir contribué.

## Composition
Parlant à Billboard, Jauregui a déclaré que le groupe voulait que l'album sonne "un peu plus mélancolique". Elle a également déclaré vouloir viser un son R&B plus important. Selon Hansen, ses morceaux préférés de leur premier album étaient "Reflection" et "Going Nowhere", qui ont inspiré leur direction r&b et soul pour cet album.
Contrairement à Reflection, ou le groupe n'avait pas de crédits d'écriture, Jauregui a déclaré que les cinq filles seraient plus impliquées dans l'album, lyriquement. Lors de la révélation de la liste des chansons, la membre du groupe, Dinah Jane a confirmé qu'elle et le reste des filles ont co-écrit une chanson sur l'album intitulé "All In My Head (Flex)" avec Fetty Wap,.

### Musique et paroles
Musicalement, 7/27 est une maturation des années 1990 R&B/Pop de son prédécesseur Reflection, sauf que de nombreuses chansons ont une saveur de hip hop ou de tropical house,. L'album s'ouvre avec "That's My Girl", tandis que Normani chante dans le pont : "Destiny said it, you got to get up and get it/Get mad independent, don't you ever forget it",. La chanson utilise des cornes, des graves lourds et un arrangement électronique. La deuxième chanson et le single principal "Work from Home", est une chanson electropop qui intègre des éléments de trap et présente un chœur répétitif. La chanson introduit une apparence vocale par Ty Dolla Sign. La troisième chanson, "The Life", est une chanson de danse électronique. L'album continue avec la chanson tropical house "Write on Me". "I Lied" est la cinquième chanson, "Lewis Corner" par Digital Spy a noté que la chanson "se concentre autour des squigg agités que Diplo et Skrillex aiment utiliser".
"All In My Head (Flex)" propose l'artiste hip hop Fetty Wap, et contient une interpolation de la chanson datant de 1995 "Flex" de Mad Cobra. C'est une chanson reggae-pop, avec "de la guitare reggae, des synthés et des percussions". La prochaine chanson, "Squeeze", est une autre chanson qui a un goût de tropical house, co-écrit et coproduit par Kygo, comme "Write on Me". "Gonna Get Better" dispose d'une "guitare acoustique" similaire à "Write on Me". "Scared of Happy" est une tropical house-pop. La dixième chanson, "Not That Kinda Girl" possède les chants de la chanteuse hip hop Missy Elliott. C'est une chanson inspirée du funk. Plusieurs critiques ont noté l'influence du chanteur Prince dans la chanson.
La version de luxe de l'album continue avec "Dope", dans la chanson Lauren chante "I don't know what else to say but you're pretty fuckin dope/just so you know". L'édition de luxe de l'album se termine par "No Way", elles chantent : "I know you don't want me anymore by the look on your face", elles chantent sur des effets battants et électroniques. C'est un peu un tempo bas par rapport au reste de l'album. C'est la chanson préféré de Lauren sur cet album et était initialement censé être sur leur premier album.

## Sortie et promotion
Après avoir annoncé leur pochette d'album pour 7/27, Fifth Harmony a sorti son premier single « Work from Home », ainsi que la pré-commande, qu'elles ont chantée pour la première fois lors de l'émission Live! avec Kelly et Michael, diffusé après les Oscars. Recréant l'ensemble de la vidéo musicale et portant les mêmes costumes, les filles ont interprété la chanson dans le Live! avec Jimmy Kimmel le 24 mars 2016. Chaque chanson a été annoncée chaque heure sur la page Instagram du groupe le 28 avril. « That's My Girl » a été présenté dans la publicité pour l'équipe gymnastique féminine des États-Unis pour les Jeux Olympiques de 2016 à Rio de Janeiro.

### Singles
Le 26 février 2016, Fifth Harmony a commencé le single principal de l'album Work from Home, écrit par Joshua Coleman, Jude Demorest, Dallas Koehlke, Tyrone Griffin, Jr., Alexander Izquierdo et Brian Lee. La vidéo musicale, dirigée par Director X, a été diffusée le même jour que la date de sortie officielle. Il présente le chant et l'apparence de l'artiste américain de hip hop et R&B, Ty Dolla Sign. La chanson a fait ses débuts au numéro 12 dans le Billboard Hot 100 et a atteint le numéro quatre dans sa treizième semaine, ce qui en fait leur single le plus haut placé aux États-Unis. À l'international, la chanson a culminé dans le top 10 de vingt-cinq pays, tout en devenant leur single le mieux placé aux Pays-Bas, en Allemagne, en Australie, au Canada, en Nouvelle-Zélande et au Royaume-Uni.
Le deuxième single "All in My Head (Flex)" avec le rappeur Fetty Wap a été donné à la radio le 31 mai 2016. La vidéo musicale a été diffusée le 23 juin 2016. La chanson a débuté au numéro 78 dans le Billboard Hot 100 et a culminé au numéro 24. Depuis sa sortie, la chanson traçait parmi le top dix en Hongrie et en Nouvelle-Zélande, atteignant le top vingt dans des pays comme l'Australie et atteignant le top 40 au Canada, en Irlande, aux Pays-Bas et au Royaume-Uni. Aux États-Unis, le single a été certifié platine pour les ventes combinées et les diffusions d'un million d'unités équivalentes. Il a également été certifié platine en Australie, au Canada et argent au Royaume-Uni.
Le troisième et dernier single, "That's My Girl" a été donné à la radio le 27 septembre 2016. Depuis sa sortie, la chanson a culminé au numéro 73 dans le Billboard Hot 100 et a été certifié or pour les ventes combinées et la diffusion de 500 000 unités équivalentes. La vidéo musicale a été diffusée le 19 septembre 2016. Une autre vidéo musicale a été publiée le 28 septembre 2016 et propose des scènes de la série Web, DC Super Hero Girls et du film, DC Super Hero Girls: Hero of the Year.

### Singles promotionnels
« The Life » a été publié en tant que premier single promotionnel le 24 mars 2016. Il a fait ses débuts dans le classement au Royaume-Uni, au numéro 97 dans le Official Charts et au numéro un dans le Billboard Bubbling Under Hot 100.
« Write on Me » a été le deuxième single promotionnel publié le 5 mai 2016. Une vidéo musicale pour la chanson a été diffusé le 6 mai 2016 sur la chaîne Vevo du groupe et présente les cinq membres qui chantent avec des projecteurs sur eux pendant qu'elles sont assises sur des tabourets dans un cadre noir et blanc.

### Tournée
Le groupe a entrepris sa deuxième tournée mondiale, « The 7/27 Tour », de juin 2016 à novembre 2016. Elles ont donné 64 concerts, 32 aux États-Unis, 3 au Mexique et au Canada, 8 en Amérique du Sud, et 23 en Europe. Après le départ de Camila Cabello du groupe, le groupe a annoncé une tournée asiatique. La tournée s'est terminé en avril 2017.

## Réception et critique
Chez Metacritic, qui attribue une note normalisée sur 100 à des critiques traditionnels, l'album a reçu un score moyen de 70, ce qui indique des « commentaires généralement favorables », basés sur sept avis. Matt Collar de AllMusic a été positif, l'appelant « une production sophistiquée qui trouve la tenue tout-féminine a bien évolué à partir des ingénues étonnantes qui ont terminé troisième en deuxième saison de The X Factor en divas pop fiables ». Il a noté que « alors que 7/27 n'est pas aussi lâche ou aussi amusant que l'on pourrait espérer, Fifth Harmony prouve qu'elles peuvent équilibrer le flambeau de jeunesse avec une sophistication grandissante ». En louant l'environnement mature, Nolan Feeney de Entertainment Weekly l'a nommé « profond, vulnérable, personnel », ce sont quelques-uns des objectifs déclarés du quintette pour 7/27. Ce n'est pas un mauvais œil par aucun moyen".
Maura Johnston de Boston Globe a déclaré : « Le pouvoir du groupe est toujours venu de sa capacité Spice Girls de former une unité massive d'auto-actualisation, et le dynamique 7/27 n'a pas manqué ça, à la fois de façon lyrique et musicale ». Lewis Corner de Digital Spy a remarqué que "alors que leur premier album Reflection était un sac de mixte en termes de style, 7/27 est une collection intelligemment structurée. Les chansons uptempo pop ont de la confidence, alors que les chansons plus lentes ne résident guère l'énergie globale du disque. Il y a du toupet, il y a une vulnérabilité, il y a de la sensualité; il a toutes les émotions d'un bon album pop". Christopher R. Weingarten de Rolling Stone a estimé que l'album « n'est pas un pas en avant massif, mais avec un bombardement constant de crochets, d'une énergie élevé et d'une harmonie incroyable, il n'y a pas beaucoup de temps pour réfléchir ».
Cependant, certains commentaires n'étaient pas si positifs. Dans une revue mitigée, Brian Josephs de Spin a parlé de "I Lied" comme la chanson ou l'album "régresse dans la fadeur". Il commente aussi sur la façon dont le groupe a fait face à une "crise de la personnalité" dans Reflection qui n'a pas été résolue dans cet nouvel album. L'éditeur de Pitchfork, Katherine St. Asaph, a partagé des sentiments similaires, en faisant remarquer que plusieurs chansons "souffrent de métaphores lyriques brutalement prolongées qui fonctionnent comme des parodies proches de la forme de la chanson pop". St. Asaph déclare que le groupe ne parvient pas à établir une "identité sonore, ni une identité lyrique au-delà de l'autonomie vague" et note comment l'album "triomphe avec diligence chaque tendance et format radio des deux dernières années". À l'inverse, elle a fait l'éloge du groupe pour leur distribution de voix.
Bien que l'album n'ait pas atterri dans la liste de fin d'année de nombreux critiques, Rolling Stone l'a placé au numéro dix sur sa liste '20 meilleurs albums pop de 2016' indiquant que le groupe "a prospéré lors de sa célébration sans remords du pouvoir des filles". Glamour a placé l'album dans sa liste de fin d'année non classée, tout en commentant combien l'album était sophistiquée et "sexy".

## Performance commerciale
Aux États-Unis, l'album a débuté au quatrième rang dans le Billboard 200, vendant 72 000 unités d'albums équivalentes (49 000 dans les ventes pur) dans sa première semaine et devenant l'album le plus haut placé du groupe à ce jour.
En Europe, 7/27 a fait ses débuts au numéro six dans le Official Charts Company au Royaume-Uni, marquant leur premier top dix, et a vendu depuis 40 000 exemplaires là-bas. L'album a également atteint le numéro un en Espagne et au Brésil, devenant ainsi le premier album du groupe au top des deux classements. Ailleurs, l'album a tracé dans le top dix de treize pays et dans le top vingt de trois pays. 7/27 a accumulé 1,6 million d'unités d'album équivalentes à partir de novembre 2016, selon Billboard.
L'album a fait ses débuts au numéro 20 au Japon dans le Oricon Albums Chart, ce qui en fait le premier album du groupe à débuter au Japon. L'album est tombé au numéro 22 dans sa deuxième semaine dans le classement.

## Listes des pistes
| Édition Standard | Édition Standard                              | Édition Standard | Édition Standard                       | Édition Standard | Édition Standard | Édition Standard | Édition Standard | Édition Standard | Édition Standard |
| No               | Titre                                         | Auteur | Producteur(s)                          | Durée            |                  |                  |                  |                  |                  |
| ---------------- | --------------------------------------------- | --- | -------------------------------------- | ---------------- | ---------------- | ---------------- | ---------------- | ---------------- | ---------------- |
| 1.               | That's My Girl                                | Tinashe Kachingwe Alexander Kronlund, Lukas Loules | Alex Purple Lukas Hilbert              | 3:24             |                  |                  |                  |                  |                  |
| 2.               | Work from Home (featuring Ty Dolla Sign)      | Ty Dolla Sign Tyrone Griffin Jr., Alexandre Izquierdo, William Grigahcine Joshua Coleman, Jude Demorest, Brian Lee (en).                                                                                                  | Ammo, Dallas K, DJ Snake               | 3:34             |                  |                  |                  |                  |                  |
| 3.               | The Life                                      | Kachingwe, Jungkook, Kronlund, Hilbert | Alex Purple, Lulou, Jungkook           | 3:20             |                  |                  |                  |                  |                  |
| 4.               | Write On Me                                   | Eriksen, Hermansen, Dahll, Renea Hamilton, Wilcox | Stargate Kygo                          | 3:39             |                  |                  |                  |                  |                  |
| 5.               | I Lied                                        | James Abrahart, Martin Bresso, James "Gladius" Wong, Oliver "German" Peterhof, Izquierdo, Jordan Johnson, Marcus Lomax, Stefan Johnson                                                                                    | Tchami, The Monsters and the Strangerz | 3:23             |                  |                  |                  |                  |                  |
| 6.               | All in My Head (Flex) (featuring Fetty Wap)   | Eriksen Hermansen Benjamin Levin Fetty Wap Daystar Peterson Julia Michaels, Wilcox, Brian Garcia, Ewart Brown, Clifton Dillon, Richard Foulks, Herbert Harris, Leroy Romans, Lowell Dunbar, Brian Thompson,Handel Tucker, | Stargate Benny Blanco, Sir, Nolan,     | 3:30             |                  |                  |                  |                  |                  |
| 7.               | Squeeze                                       | Eriksen Hermansen Gørvell-Dahll, Hamilton, Wilcox, | Stargate Kygo                          | 3:33             |                  |                  |                  |                  |                  |
| 8.               | Gonna Get Better                              | Vybz Kartel Adidja Palmer, Martin Bresso, Linton Timajae, White Mario, William Grigahcine, Antonia Dunwell, | Stargate, DJ Snake                     | 3:36             |                  |                  |                  |                  |                  |
| 9.               | Scared of Happy                               | Cass Lowe, Martin Bresso, Michael Tucker, William Grigahcine, Eriksen Hermansen | Stargate Tchami Bloodpop               | 3:23             |                  |                  |                  |                  |                  |
| 10.              | Not That Kinda Girl (featuring Missy Elliott) | Missy Elliott Negin Djafari Jared Cotter Aaron Pearce | Aaron Pearce                           | 3:11             |                  |                  |                  |                  |                  |
| 34:33            |                                               | |                                        |                  |                  |                  |                  |                  |                  |

| Édition deluxe | Édition deluxe | Édition deluxe | Édition deluxe | Édition deluxe | Édition deluxe | Édition deluxe | Édition deluxe | Édition deluxe | Édition deluxe |
| No             | Titre          | Durée          |                |                |                |                |                |                |                |
| -------------- | -------------- | -------------- | -------------- | -------------- | -------------- | -------------- | -------------- | -------------- | -------------- |
| 11.            | Dope           | 3:32           |                |                |                |                |                |                |                |
| 12.            | No Way         | 2:56           |                |                |                |                |                |                |                |
| 41:01          |                |                |                |                |                |                |                |                |                |

| Édition japonaise Deluxe | Édition japonaise Deluxe | Édition japonaise Deluxe | Édition japonaise Deluxe | Édition japonaise Deluxe | Édition japonaise Deluxe | Édition japonaise Deluxe | Édition japonaise Deluxe | Édition japonaise Deluxe | Édition japonaise Deluxe |
| No                       | Titre                    | Durée                    |                          |                          |                          |                          |                          |                          |                          |
| ------------------------ | ------------------------ | ------------------------ | ------------------------ | ------------------------ | ------------------------ | ------------------------ | ------------------------ | ------------------------ | ------------------------ |
| 13.                      | Big Bad Wolf             | 3:19                     |                          |                          |                          |                          |                          |                          |                          |
| 14.                      | 1000 Hands               | 3:20                     |                          |                          |                          |                          |                          |                          |                          |
| 47:40                    |                          |                          |                          |                          |                          |                          |                          |                          |                          |

| Édition Royaume Uni Deluxe | Édition Royaume Uni Deluxe | Édition Royaume Uni Deluxe | Édition Royaume Uni Deluxe | Édition Royaume Uni Deluxe | Édition Royaume Uni Deluxe | Édition Royaume Uni Deluxe | Édition Royaume Uni Deluxe | Édition Royaume Uni Deluxe | Édition Royaume Uni Deluxe |
| No                         | Titre                      | Durée                      |                            |                            |                            |                            |                            |                            |                            |
| -------------------------- | -------------------------- | -------------------------- | -------------------------- | -------------------------- | -------------------------- | -------------------------- | -------------------------- | -------------------------- | -------------------------- |
| 13.                        | Worth It (No Rap)          | 3:05                       |                            |                            |                            |                            |                            |                            |                            |
| 44:06                      |                            |                            |                            |                            |                            |                            |                            |                            |                            |

## Classements
| Pays et classement (2016)          | Meilleure position |
| ---------------------------------- | ------------------ |
| Australie (ARIA)                   | 8                  |
| Autriche (Ö3 Austria)              | 34                 |
| Belgique (Flandre Ultratop)        | 9                  |
| Belgique (Wallonie Ultratop)       | 35                 |
| Brésil (Billboard)                 | 1                  |
| Pays-Bas (Mega Album Top 100)      | 7                  |
| Allemagne (Media Control AG)       | 41                 |
| Japon (Oricon)                     | 20                 |
| France (SNEP)                      | 46                 |
| Suède (Sverigetopplistan)          | 6                  |
| Royaume-Uni (UK Albums Chart)      | 6                  |
| États-Unis (Billboard 200)         | 4                  |
| Nouvelle-Zélande (RMNZ)            | 8                  |
| Italie (FIMI)                      | 20                 |
| Norvège (VG-lista)                 | 13                 |
| Écosse (OCC)                       | 4                  |
| Suisse (Schweizer Hitparade)       | 23                 |
| Australie (ARIA)                   | 8                  |
| Canada (Canadian Albums)           | 3                  |
| Danemark (Tracklisten)             | 38                 |
| Finlande (Suomen virallinen lista) | 12                 |
| Irlande (IRMA)                     | 5                  |
| Corée du Sud (Gaon Chart)          | 55                 |
| Autriche (Ö3 Austria Top 40)       | 34                 |
| Espagne (Promusicae)               | 1                  |
| Portugal (AFP)                     | 7                  |

## Historique de sortie
| Région | Date        | Format(s)                | Label                    | Édition(s)      |
| ------ | ----------- | ------------------------ | ------------------------ | --------------- |
| Monde  | 27 mai 2016 | Streaming                | Syco Music, Epic Records | Standard        |
| Monde  | 27 mai 2016 | Téléchargement Numérique | Syco Music, Epic Records | Standard/Deluxe |
| Monde  | 27 mai 2016 | CD                       | Syco Music, Epic Records | Standard/Deluxe |

## Tournée
7/27 sera promu lors de la prochaine tournée des Fifth harmony, le 7/27 Tour, qui commencera en juin et se terminera mars 2017.